# Ryan FR Fireball
Ryan FR Fireball je bilo ameriško lovsko letalo razvito v času 2. svetovne vojne. Fireball je imel "mešani" pogon in sicer bencinski batni motor (za pogon propelerja) in turboreaktivni motor. Bil tudi prvo letalo Ameriške mornarice z reaktivnim motorjem. Zgradili so okrog 70 letal, ki pa so bila v uporabi samo nekaj let. 

## Specifikacije (FR-1)
Podatki iz United States Navy Aircraft since 1911; Swanborough and Bowers 1990, p. 403.
Splošne karakteristike
- Posadka: 1
- Dolžina: 32 ft 4 in (12,19 m)
- Razpon kril: 40 ft 0 in (12,19 m)
- Višina: 13 ft 11 in (4,24 m)
- Površina kril: 275 ft² (25,6 m²)
- Teža praznega letala: 7689 lb (3488 kg)
- Naložena teža: 11652 lb (5285 kg)
- Pogon letala:
  - 1 × General Electric J31-GE-3 turboreaktivni motor, 1600 lbf (7,1 kN, 700 kgf)
  - 1 × Wright R-1820-72W Cyclone zvezdasti motor, 1350 KM (1060 kW)

 Zmogljivost 
- Maks. hitrost: 404 mph (276 mph samo z batnim motorjem) (650 km/h (444 km/h))
- Potovalna hitrost: 152 mph (samo z batnim motorjem) (246 km/h)
- Doseg: 1620 milj (2610 km) (z dvema odvgljivima rezerovarjema)
- Višina leta: 43100 ft (13137 m)
- Hitrost vzpenjanja: 29,7 ft/s (9 m/s) (samo z batnim motorjem)Oborožitev
- 4 × .50 in (12.7 mm) M2 Browning strojnice, vsaka s 300 naboji
- 2 × 1 000 lb (454 kg) bombi
- 8 × 5-inch (127 mm) rakete